# پریکاردیت

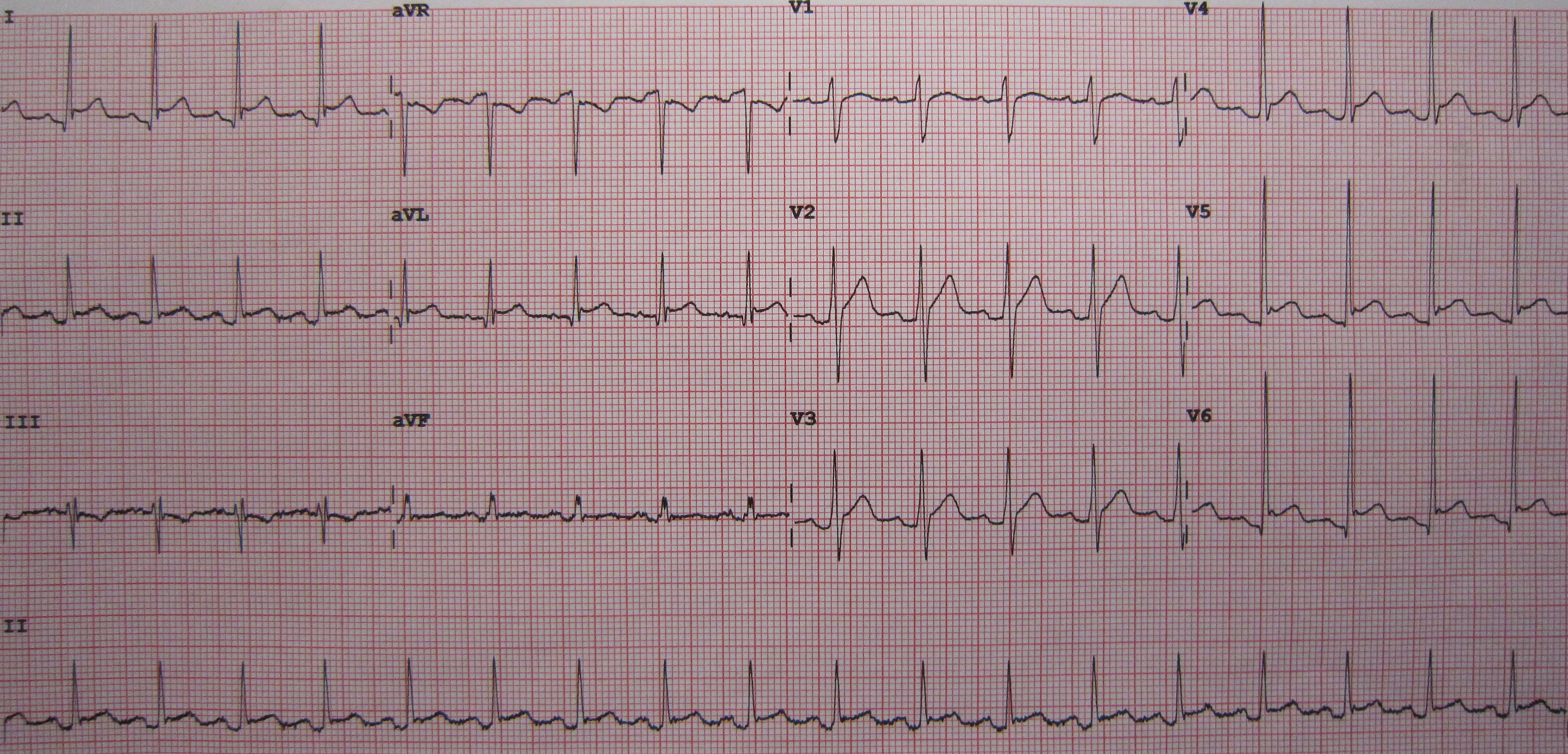
پریکاردیت میتواند با تغییرات نوار قلبی همراه باشد

آماس حاد یا مزمن کیسهٔ غشایی دَربرگیرندهٔ قلب را التهاب آب‌شامه یا پریکاردیت (Pericarditis) می‌گویند. فرهنگستان زبان فارسی برای آب‌شامه واژه پیراشامه و برای التهاب آب‌شامه، پیراشاماس را برگزیده است.
التهاب آب‌شامه یک نوع درد در قفسه سینه می‌باشد که یا به شکل «پریکاردیت حاد» یا «مزمن» است. به خاطر التهاب آب‌شامه، وقتی که بیمار خوابیده‌است یا در زمان نفس عمیق، درد معمولاً با حرکت عوض شده و بیشتر خواهد بود.

## نشانه‌ها
- درد تیز در قفسه سینه و احساس درد به پشت و زیر شانه.
- عرق
- خستگی

## تشخیص و درمان
در معاینه صدای سایش آب‌شامه و تغییرات الکتروکاردیوگرافی داریم. پژواک‌نگاری قلب (اکوکاردیوگرافی) برای تشخیص و داروهای ضدالتهابی مانند آسپرین برای درمان بکار می‌رود.